# Exobasidium japonicum
Exobasidium japonicum Shirai – gatunek grzybów z klasy płaskoszy (Exobasidiomycetes).

## Systematyka i nazewnictwo
Pozycja w klasyfikacji według Index Fungorum: Exobasidium, Exobasidiaceae, Exobasidiales, Exobasidiomycetidae, Exobasidiomycetes, Ustilaginomycotina, Basidiomycota, Fungi.
Po raz pierwszy opisał go w 1896 r. Mitsutarô Shirai. Synonimy:
- Exobasidium caucasicum Woron. 1921
- Exobasidium japonicum var. hypophyllum Ezuka 1990
- Exobasidium vaccinii var. japonicum (Shirai) McNabb 1962[2].

Jest jednym z patogenów wywołujących występującą również w Polsce grzybową chorobę o nazwie gruboszowatość różanecznika.

## Morfologia i rozwój
U porażonych roślin powoduje deformację całych liści lub ich części. Pojawiają się na nich bardzo widoczne, blade, mięsiste, bezkształtne galasy o średnicy do 3 cm. Dolna powierzchnia tych galasów pokrywa się kredowobiałym hymenium. Podstawki zwykle z 4–5, czasami 2–6 sterygmami. Bazydiospory proste lub zakrzywione i zwykle kolankowate powyżej wnęki, o wymiarach 12–20 × 3–4,5 µm. Podczas wzrostu na agarze grzybnia wytwarza konidia o wymiarach 5–25 × 1–3 µm i kształcie od igiełkowatego do wrzecionowatego. Konidia występują również na galasach.
Exobasidium japonicum w Europie stał się znany na początku tego stulecia, a obecnie rozprzestrzenił się i została odnotowany wszędzie tam, gdzie rosną azalie. Jego żywicielami są różaneczniki z grupy azalii. Większość uprawianych odmian azalii jest podatna na E. japonicum i może on spowodować duże straty w uprawie tych roślin, zwłaszcza w szklarniach. Najbardziej prawdopodobną metodą infekcji są bazydiospory przenoszone drogą powietrzną, gdy wylądują na rozwijających się pąkach lub młodych liściach. Mogą być przenoszone przez wiatr lub rozbryzgi deszczu.